# 美洲国家首脑会议
美洲国家首脑会议是北美洲、中美洲、南美洲和加勒比海地区幾乎所有國家领导人之间举行的一系列国际会议，提供機會討論各種議題，但其中古巴未有派代表參加。会议成員為西半球美洲國家（不含古巴與委內瑞拉）等，彼此之間簽訂有不同合作協議。

## 歷屆會議

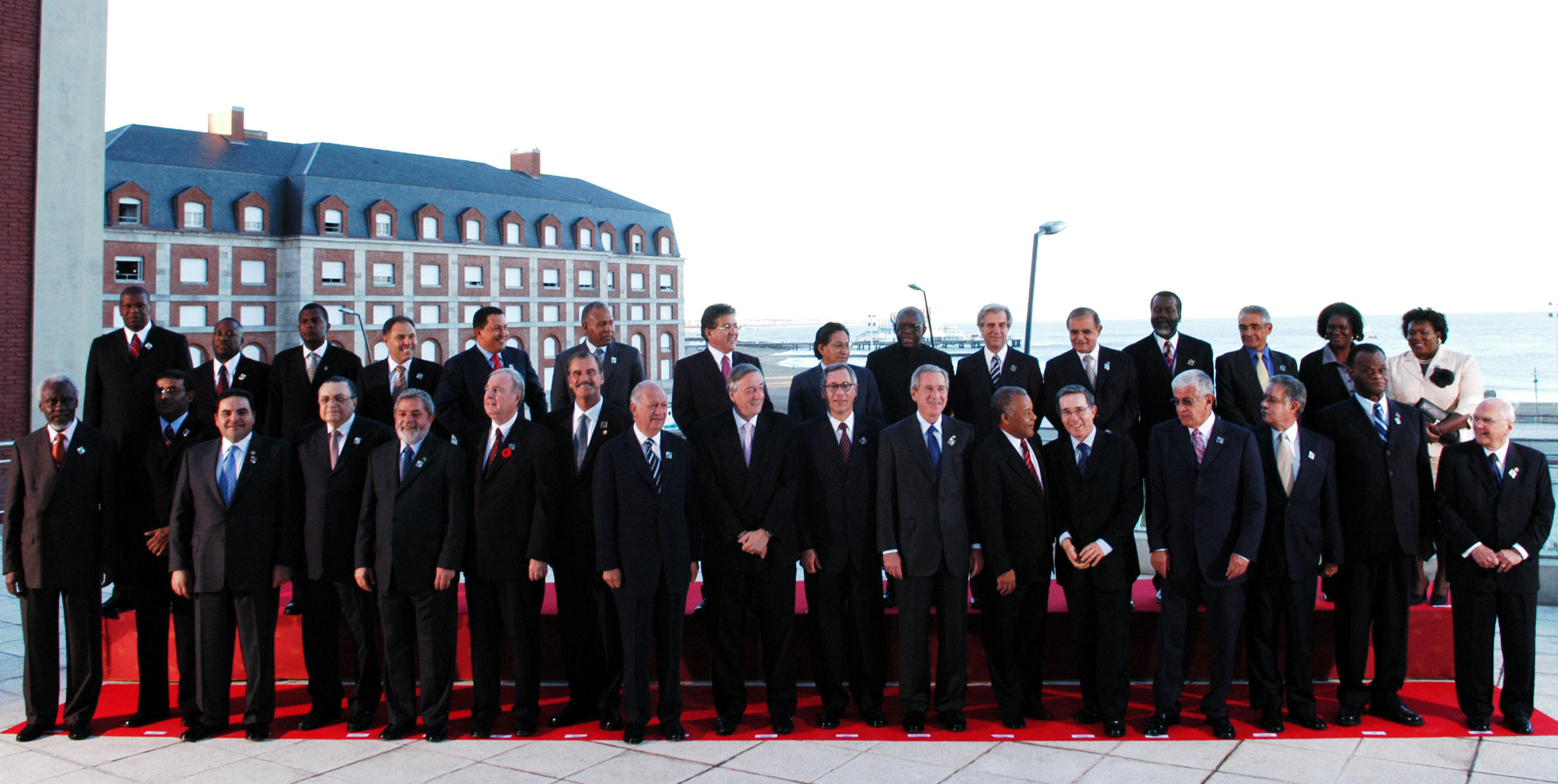
2005年美洲国家首脑会议

| 届数     | 日期             | 国家           | 城市       | 会议首席官员                |
| -------- | ---------------- | -------------- | ---------- | --------------------------- |
| 第1届    | 1994年12月9~11日 | 美國           | 邁阿密     | 比尔·克林顿                 |
| 第2届    | 1998年4月18~19日 | 智利           | 聖地亞哥   | 爱德华多·弗雷·鲁伊斯-塔格莱 |
| 第3届    | 2001年4月20~22日 | 加拿大         | 魁北克市   | 让·克雷蒂安                 |
| 特别会议 | 2004年1月12~13日 | 墨西哥         | 蒙特雷     | 比森特·福克斯               |
| 第4届    | 2005年11月4~5日  | 阿根廷         | 馬德普拉塔 | 内斯托尔·基什内尔           |
| 第5届    | 2009年4月17~19日 | 千里達及托巴哥 | 西班牙港   | 帕特里克·曼宁               |
| 第6届    | 2012年4月14~15日 | 哥伦比亚       | 卡塔赫納   | 胡安·曼努埃尔·桑托斯        |
| 第7届    | 2015年4月10~11日 | 巴拿馬         | 巴拿馬城   | 胡安·卡洛斯·瓦雷拉          |
| 第8届    | 2018年4月13~14日 | 秘鲁           | 利马       | 马丁·比斯卡拉               |
| 第9届    | 2022年6月6~10日  | 美國           | 洛杉矶     | 乔·拜登                     |
| 第10届   | 2025年10月       |                | 蓬塔卡納   |                             |